# James Alison

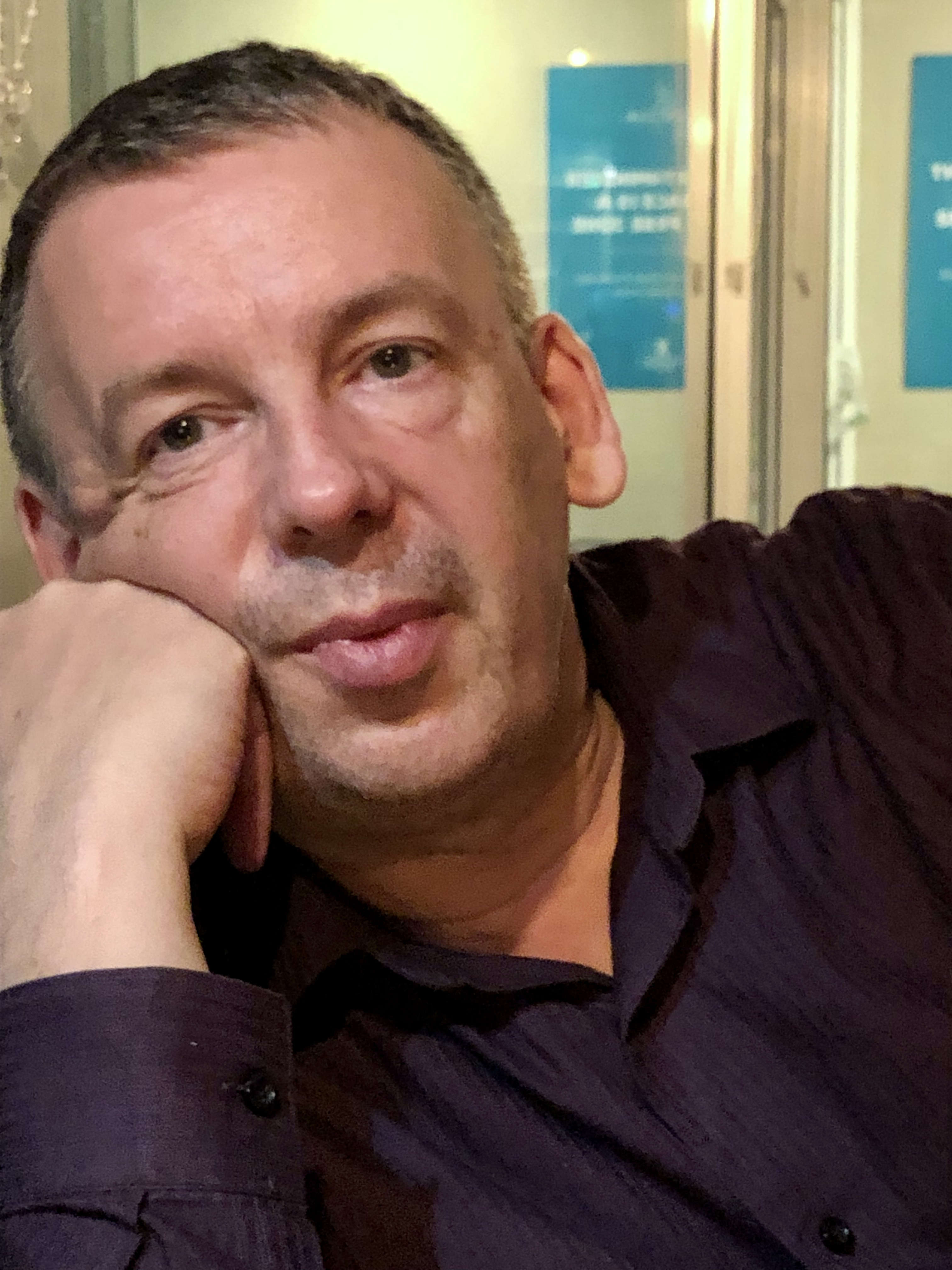
James Alison

James Alison (* 1959) ist ein britischer, römisch-katholischer Theologe, Priester und Autor.
Alison ist bekannt für seine Arbeiten über LGBT-Themen und seine Anwendung von René Girards anthropologischen Theorien in der Theologie.
James Alison studierte in Blackfriars, Oxford an der University of Oxford und erhielt einen Bachelor und Masterabschluss sowie Doktor der Theologie von der jesuitischen Theologischen Fakultät in Belo Horizonte, Brasilien.
Alison war von 1981 bis 1995 Mitglied des Dominikanerordens. Er lebte und arbeitete in Mexiko, Brasilien, Bolivien, Chile und den Vereinigten Staaten. Gegenwärtig lebt Alison wieder in seiner Heimat England.

## Werke von Alison
- Knowing Jesus (1994) ISBN 0-87243-202-5, ISBN 0-281-04641-7 & 0281052220
- Raising Abel, The Recovery of the Eschatological Imagination (1996) ISBN 0-8371-6434-6 (auch publiziert unter dem Titel Living in the End Times: The Last Things Re-imagined ISBN 84-254-2097-0)
- The Joy of Being Wrong, Original Sin Through Easter Eyes (1998) ISBN 0-8245-1676-1
- Faith Beyond Resentment, Fragments Catholic and Gay (2001) ISBN 0-232-52411-4, ISBN 0-8245-1922-1
- On Being Liked (2004) ISBN 0-232-52517-X, ISBN 0-8245-2261-3
- Undergoing God: Dispatches from the Scene of a Break-In (2006) ISBN 0-232-52676-1, ISBN 0-8264-1928-3
- mit Wolfgang Palaver: The Palgrave Handbook of Mimetic Theory and Religion. Palgrave, New York, USA 2017, ISBN 978-1-137-55280-8 Springer online